# Iglesia de San Pelayo (Olivares de Duero)
La iglesia de San Pelayo es un templo católico ubicado en la localidad de Olivares de Duero, Provincia de Valladolid, Castilla y León, España. Es de estilo gótico, de la segunda mitad del siglo XV, con tres naves con bóvedas de crucerías estrelladas.
Lo más destacable es su retablo mayor, de estilo plateresco, dispuesto en tres planos por adaptarse a la forma del ábside. Cada uno de ellos está formado verticalmente por tres calles, con sus entrecalles y guardapolvos en los extremos, y horizontalmente por zócalo, predela, tres cuerpos y ático rematado en medio punto. Fundamentalmente pictórico, lo componían 51 tablas atribuidas antes al Maestro de Olivares, posteriormente identificado con Juan Soreda, de las que una de ellas, el profeta Balaan de la predela, desapareció por robo. La escultura se reduce a la calle central y las labores propias del ensamblaje, obra de Pedro de Guadalupe. Las esculturas propiamente dichas, San Pelayo, Asunción y Calvario no están documentadas, habiéndose atribuido, por cercanía de estilo, a autores como Felipe Bigarny o Alonso Berruguete.

## Galería

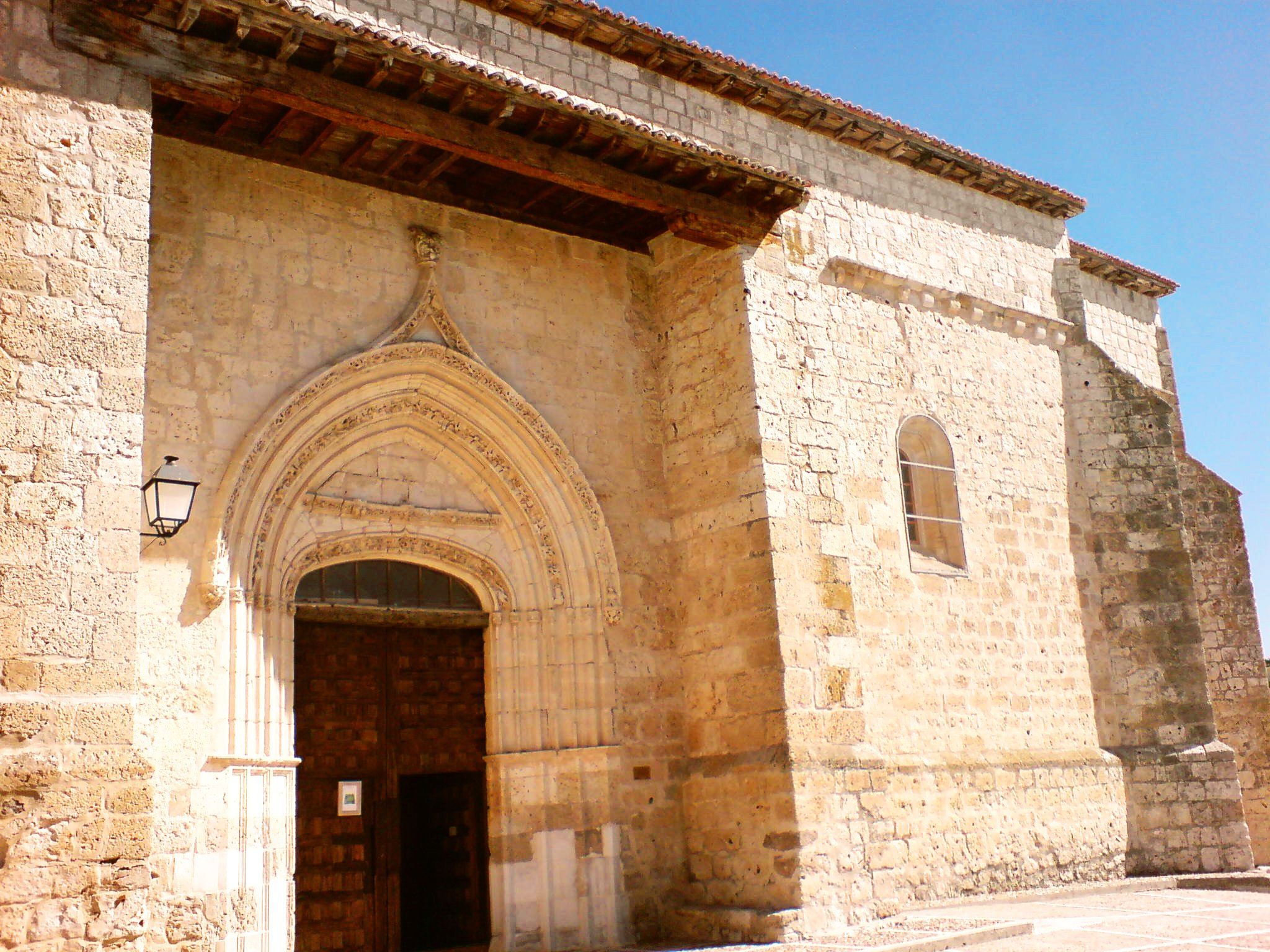
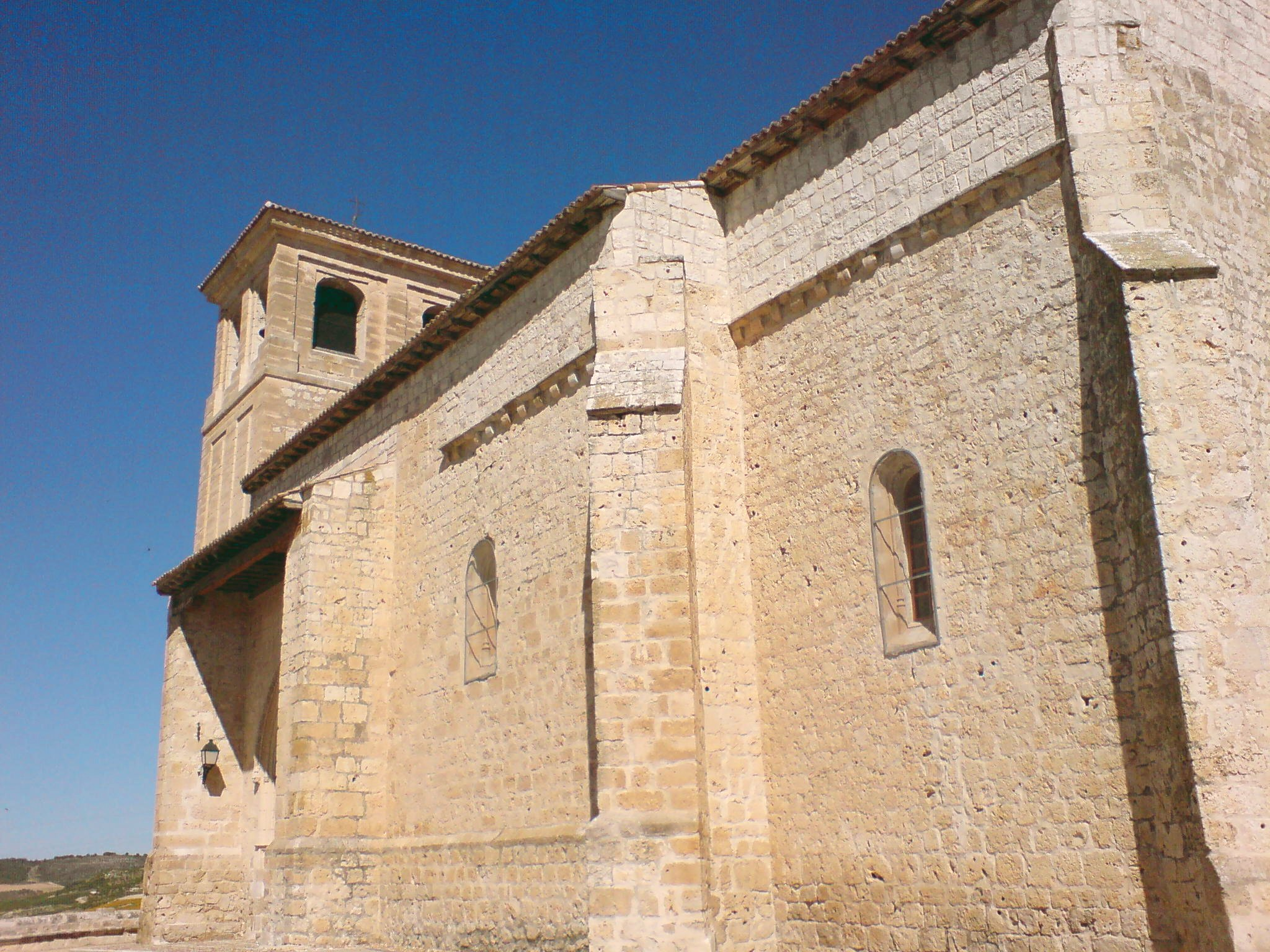
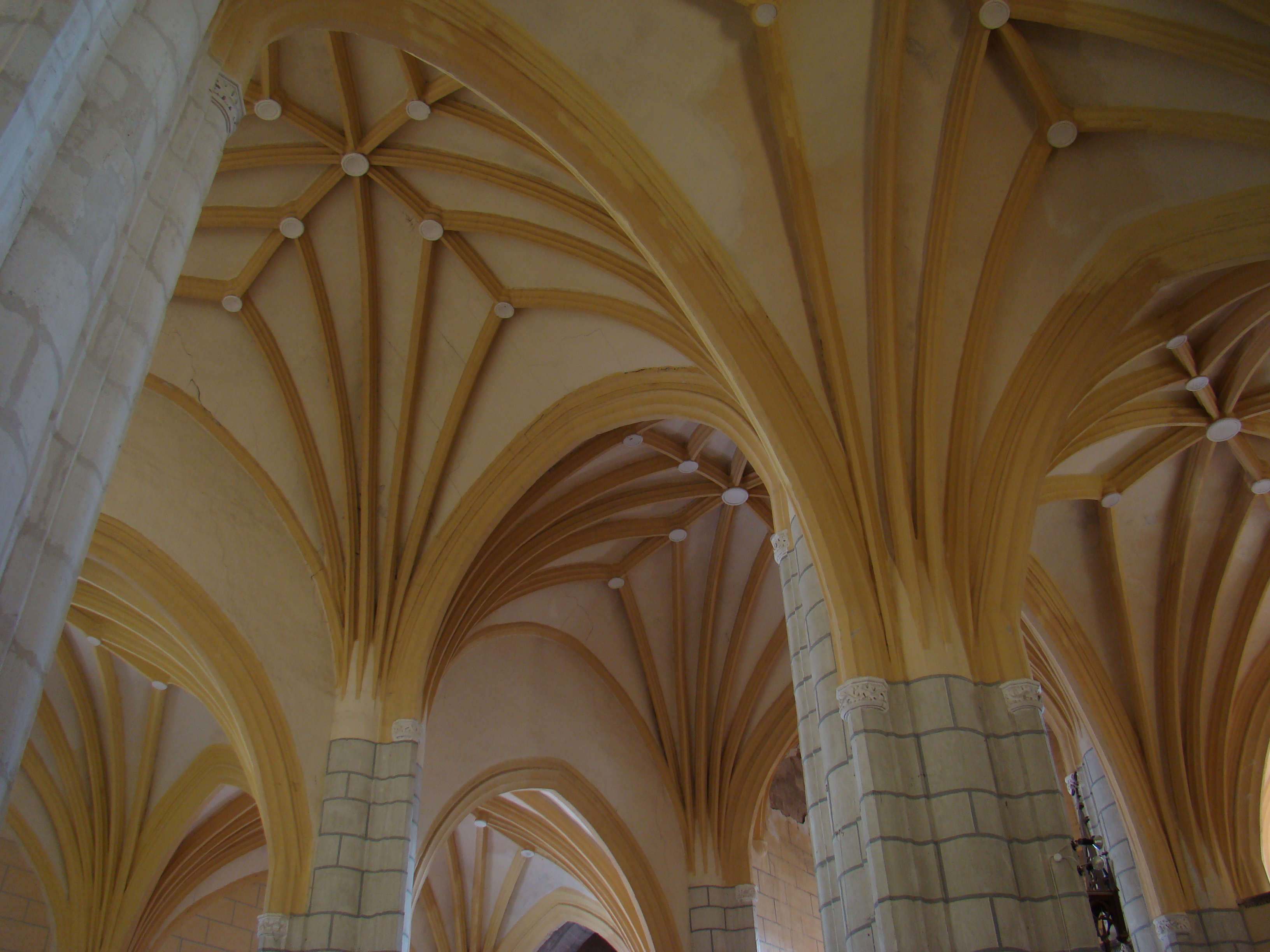
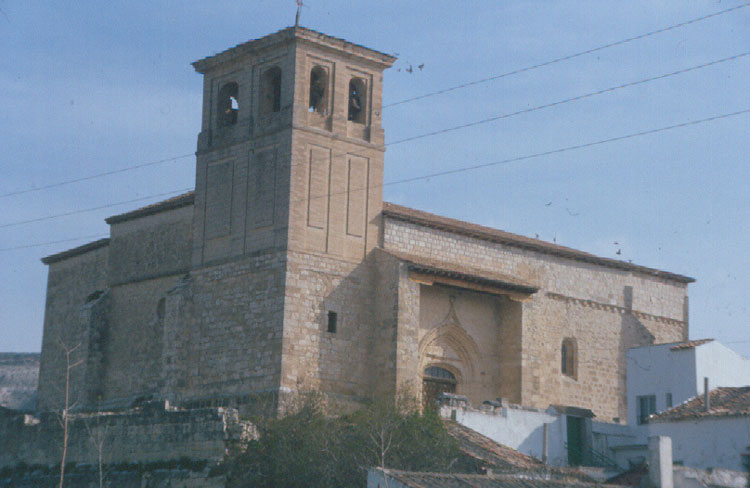
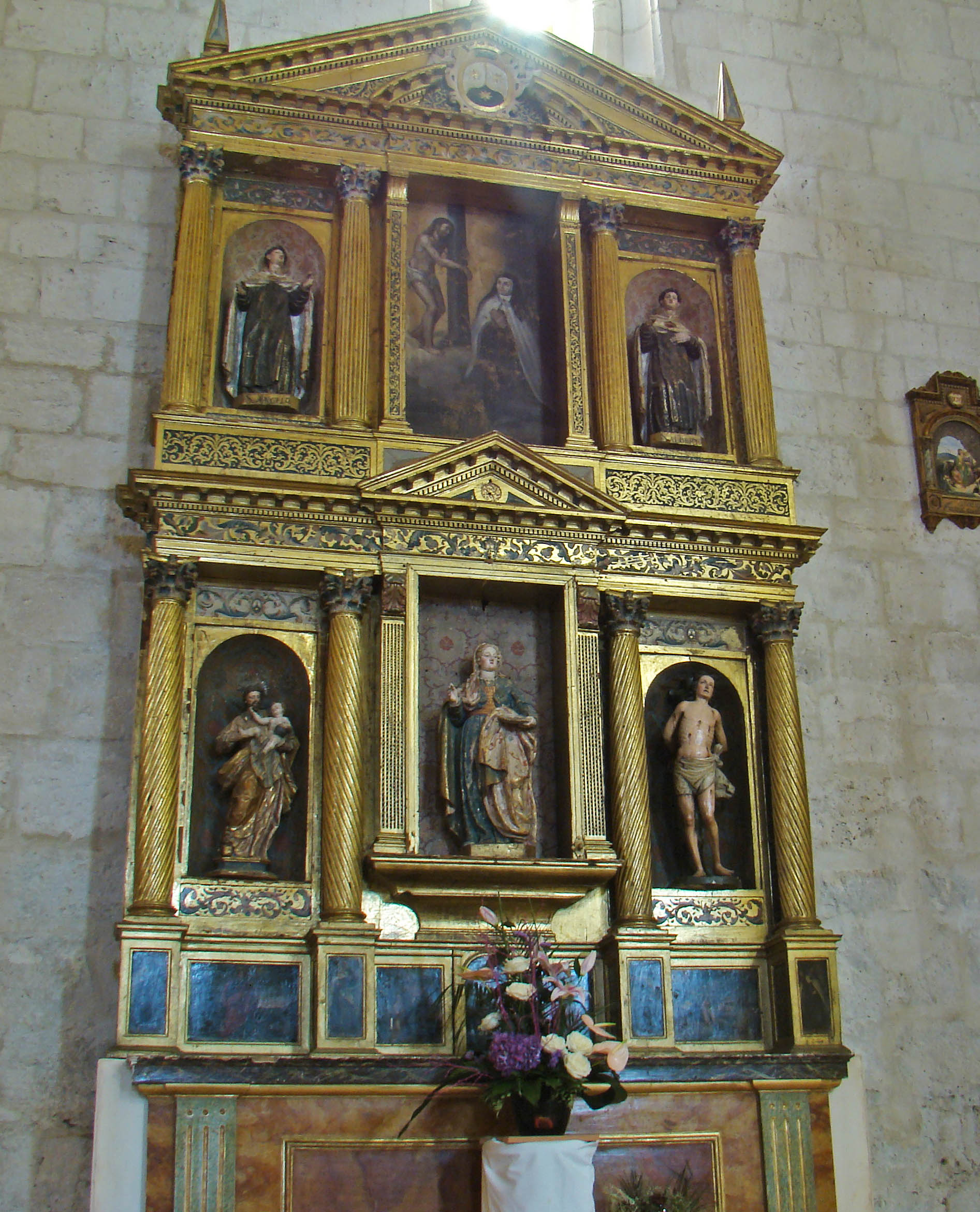
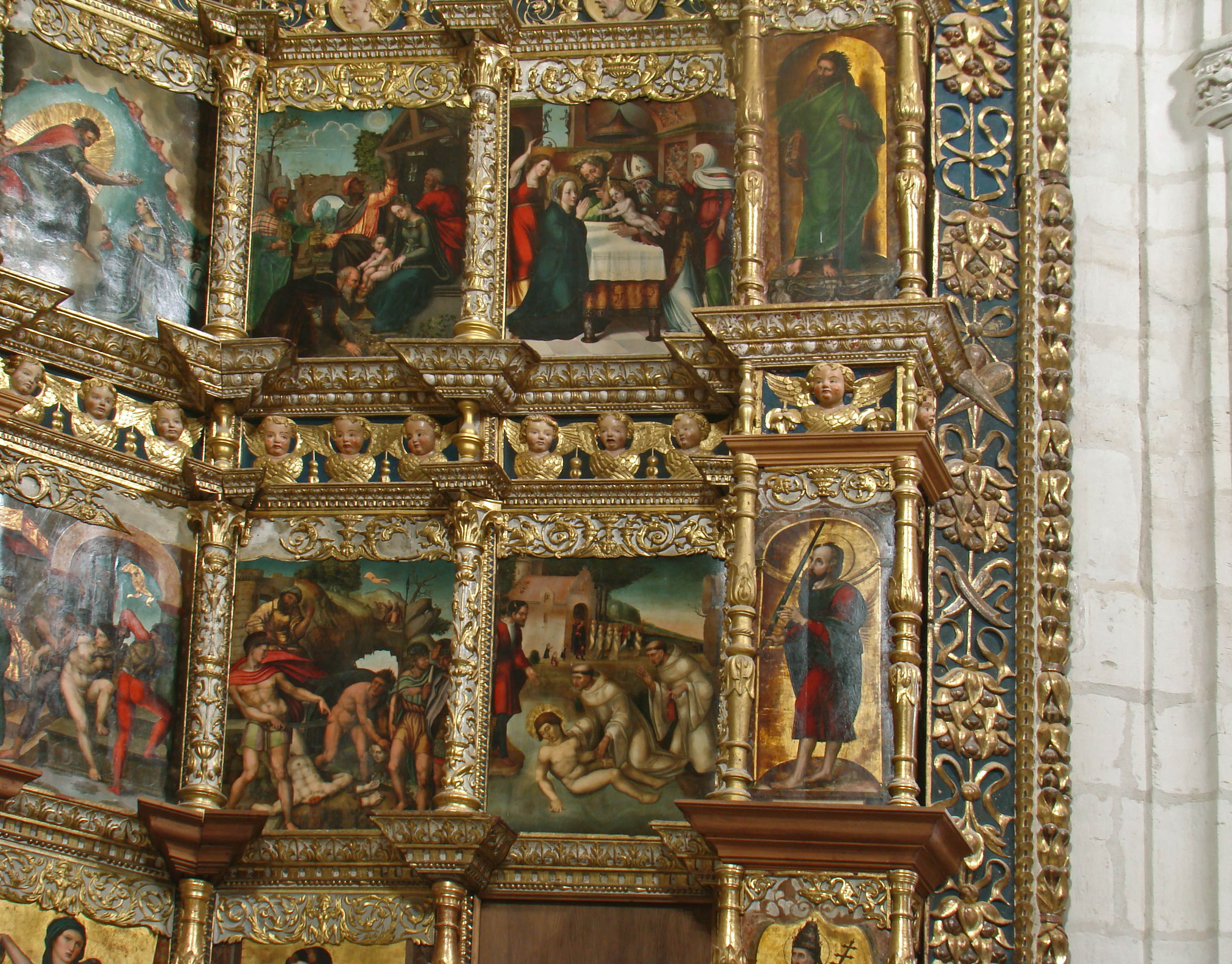
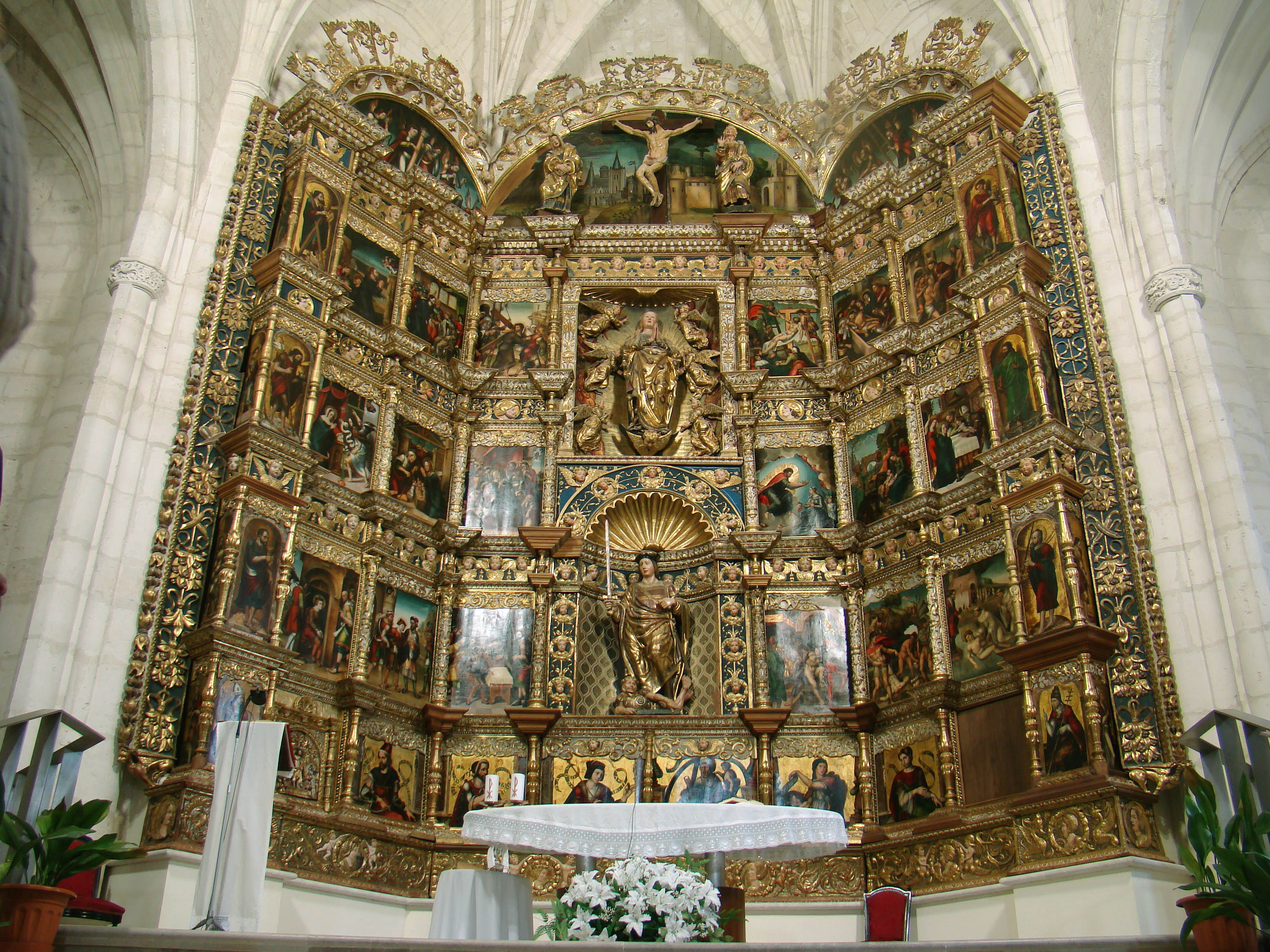